# ドイツ・ブンデスリーガ1971-1972
フースバル・ブンデスリーガ 1971-1972はドイツサッカー協会 (DFB) によって開催された男子全国最上位リーグの第9シーズン目である。FCバイエルン・ミュンヘンが優勝し、3回目のドイチャー・フースバルマイスターの座に就いた。

## 概要

### 優勝争い
二連覇中のドイツ王者ボルシア・メンヒェングラートバッハが早々に脱落し、王座奪回を狙うFCバイエルン・ミュンヘンと、下馬評の低かったFCシャルケ04が、優勝争いの中心となった。昨季6位のシャルケは、誰からも優勝候補と考えられていなかった。
しかしながらイヴィツァ・ホルヴァート監督は、サッカー西ドイツ代表DFクラウス・フィヒテル、オランダ人MFヘインズ・ファン・ハーレン、ドリブルの名手ラインハルト・リブダ、DFロルフ・リュスマン、降格したキッカーズ・オッフェンバッハから獲得したエアヴィン・クレマースとヘルムート・クレマースの双子、今季得点ランク2位となったCFWクラウス・フィッシャー、GKノルベルト・ニークブーア、といった若手からベテランまで質の高いタレントを集め、素晴らしいシーズンを戦う事となる。
第12節ボルシアMG戦の0-7の大敗でさえ、シャルカーたちを脱線させることはなく、前半戦終了時には2位バイエルンを勝ち点1差で抑え「秋の王者」となった。対するバイエルンも、第16節ボルシア・ドルトムントを11-1 (ブンデスリーガにおけるクラブ最大差勝利) で下した。第17節には、シャルケは本拠地グリュックアウフ＝カンプフバーンでバイエルンと直接対決に臨み、ファン・ハーレンの得点で1-0の勝利をおさめた。
3月に入るとバイエルンは、FCバルセロナから西ドイツ代表FWゲルト・ミュラーに提示された約100万ユーロ相当のオファーを退けたが (リーガ・エスパニョーラは外国人新規流入規制を解除していた)、昨季最終節に優勝を逃す痛恨の一敗を喫したMSVデュイスブルク戦で、またしても敗れた。しかしバイエルンが後半戦に逃した勝ち点はこの2ポイントだけであり、対するシャルケは最終節までに3敗・2分を喫し、バイエルンが勝ち点1差で首位に立った。
西ドイツも出場したUEFA欧州選手権1972の本大会期間、1972年6月14日から6月18日まではリーグがいったん中断された。そして1972年6月18日、アンリ・ドロネー杯を獲得して戻ってきた代表選手達を加えて、バイエルンとシャルケが最終節直接対決に臨んだ。
平日の水曜日、1972年6月28日に行われた史上初のリーグ最終節直接対決は、じつはテレビ局の要望でナイトゲームにスライドされたものであった。他の最終節の試合はすべて15時半キックオフだったが、バイエルン-シャルケ戦だけは20:00開始である。テレビ生中継はブンデスリーガ史上初で、ARDとバイエルン州の独占放送。
さらに、この試合は二か月後に迫った1972年ミュンヘンオリンピックのメイン会場、オリンピアシュタディオン・ミュンヘンのこけら落としでもあった。観衆は80000人、バイエルンが一試合で得た入場料収入が初めて100万マルクを超え、ブンデスリーガ史上最高額記録であった。前半30分ごろ、デンマーク人DFヨニー・ハンセン (ヘンセン)がバイエルンに先制点をもたらした。
二分後パウル・ブライトナーが追加点を決め2-0。35分シャルケがクラウス・フィッシャーの得点で2-1と点差を縮めるが、後半に入ってバイエルンは69分ヴィリ・ホフマン、80分ウリ・ヘーネス (チームのシーズン100点目)、終了間際フランツ・ベッケンバウアーが加点し、5-1で圧勝。3年ぶりの優勝を決めた。
バイエルンのシーズン100得点は20世紀最多記録、さらに個人成績ではゲルト・ミュラーが40点を決めた。これは約半世紀にわたり一個人のシーズン最多得点数であったが、49年後の2020-2021シーズンに、同じバイエルンのロベルト・レヴァンドフスキが41点を決め、更新した。勝ち点は55で、以降40年間最高記録だった。3ポイント制時代であれば勝ち点79に相当する。
記録を破ったのは2011-2012シーズンに勝ち点81を記録したボルシア・ドルトムントで、勝利：2ポイント換算では勝ち点56に相当する。ちなみにバイエルンは、その翌シーズンの2012-2013シーズンにBVBを上回る勝ち点91を挙げ、すぐに記録を更新し王座も奪回した。
今シーズンのシャルケの最終勝ち点は52で、3ポイント制ならば勝ち点76となる。準優勝クラブの勝ち点としては、2015-2016シーズンの2位ドルトムントが勝ち点78を記録するまで、最高記録だった。
ちなみにシャルケの得失点差+41は、2ポイント制時代の準優勝クラブとしてはワーストであり、1982-1983シーズンの2位ヴェルダー・ブレーメンが唯一これに匹敵する。ホームゲーム成績は16勝2分0敗・54得点8失点で、20世紀最高記録である。

### その他の争いと話題
マイスターシャーレを逃した後、シャルケはハノーファーのニーダーザクセンシュタディオンで開催されたDFBポカール1971-1972決勝で、1.FCカイザースラウテルンを5-0で撃破し優勝、カップウィナーズカップ出場を決めた。シャルケがポカール優勝を決めた歴代決勝戦の中で、2011年のMSVデュイスブルク戦における5-0と並ぶ最大点差である。
これにより、リーグ2位のUEFAカップ出場権はカイザースラウテルンに譲渡され、以下3位ボルシアMG、4位1.FCケルン、5位アイントラハト・フランクフルトも出場を決めた。昨季のゴール倒壊事件に続き、ボルシアMGは国際大会でも缶投げ込み試合とあだ名される奇妙な事件に見舞われ、UEFAチャンピオンズカップ 1971-72・ラウンド16で敗退した。
今季のグラートバッハは、FWヘルベルト・ラウメンをヴェルダー・ブレーメンへの移籍で失っていた。ほかにブレーメンはBVBからヴェルナー・ヴァイストとヴィリ・ノイベルガーも獲得、ミリオンエルフ (百万マルクのイレブン) との異名をとり、さらにブレーメンの市旗の色である赤白ストライプ柄のシャツと白いパンツのファーストユニフォームを着用するなど、話題を振りまいたが、チームの成績は11位であった。この1stユニがハンブルガーSVのそれと色が似ていたため、後半戦のアウェイHSV戦では2ndユニフォームを着用せざるを得なかった。
シーズンオフにブンデスリーガ・スキャンダルが明るみに出て、今季に深い影を落とした。八百長行為が確定したアルミニア・ビーレフェルトは、勝ち点41で本来なら残留であるが、スキャンダル処分によって全勝ち点を没収され、最下位・降格となった。スキャンダルの影響でファン離れも発生し、平均入場者数は昨季の21405人から、18730人まで減少した。
15位で降格したのはボルシア・ドルトムントである。チームの高齢化が進んでいることが指摘され、さらにここ数年主力選手を放出したせいで、弱体化してしまった。年間最優秀選手賞はボルシアMGのギュンター・ネッツァー、西ドイツ代表での活躍が高く評価された。
ピッチ外の話題として、グラートバッハからVfBシュトゥットガルトに移籍した西ドイツ代表ホルスト・ケッペルが、うすくなった毛髪を補うためにトゥペ (ヘアーエクステンションまたはカツラの一種) を着用してプレーしたことで有名になり、さらにメーカーから広告料収入を得ていた。

## 順位表
（出典：）
| 順 | チーム                               | 試 | 勝 | 分 | 敗 | 得  | 失 | 差  | 点 | 出場権または降格                            |
| -- | ------------------------------------ | -- | -- | -- | -- | --- | -- | --- | -- | ------------------------------------------- |
| 1  | FCバイエルン・ミュンヘン (C)         | 34 | 24 | 7  | 3  | 101 | 38 | +63 | 55 | UCC出場                                     |
| 2  | FCシャルケ04                         | 34 | 24 | 4  | 6  | 76  | 35 | +41 | 52 | CWC出場                                     |
| 3  | ボルシア・メンヒェングラートバッハ   | 34 | 18 | 7  | 9  | 82  | 40 | +42 | 43 | UC出場                                      |
| 4  | 1.FCケルン                           | 34 | 15 | 13 | 6  | 64  | 44 | +20 | 43 | UC出場                                      |
| 5  | アイントラハト・フランクフルト       | 34 | 16 | 7  | 11 | 71  | 61 | +10 | 39 | UC出場                                      |
| 6  | ヘルタBSC                            | 34 | 14 | 9  | 11 | 46  | 55 | −9  | 37 |                                             |
| 7  | 1.FCカイザースラウテルン             | 34 | 14 | 7  | 13 | 59  | 53 | +6  | 35 | UC出場                                      |
| 8  | VfBシュトゥットガルト                | 34 | 13 | 9  | 12 | 52  | 56 | −4  | 35 |                                             |
| 9  | VfLボーフム                          | 34 | 14 | 6  | 14 | 59  | 69 | −10 | 34 |                                             |
| 10 | ハンブルガーSV                       | 34 | 13 | 7  | 14 | 52  | 52 | 0   | 33 |                                             |
| 11 | ヴェルダー・ブレーメン               | 34 | 11 | 9  | 14 | 63  | 58 | +5  | 31 |                                             |
| 12 | アイントラハト・ブラウンシュヴァイク | 34 | 8  | 15 | 11 | 43  | 48 | −5  | 31 |                                             |
| 13 | フォルトゥナ・デュッセルドルフ       | 34 | 10 | 10 | 14 | 40  | 53 | −13 | 30 |                                             |
| 14 | MSVデュイスブルク                    | 34 | 10 | 7  | 17 | 36  | 51 | −15 | 27 |                                             |
| 15 | ロート＝ヴァイス・オーバーハオゼン   | 34 | 7  | 11 | 16 | 33  | 66 | −33 | 25 |                                             |
| 16 | ハノーファー96                       | 34 | 10 | 3  | 21 | 54  | 69 | −15 | 23 |                                             |
| 17 | ボルシア・ドルトムント (R)           | 34 | 6  | 8  | 20 | 34  | 83 | −49 | 20 | フースバル・レギオナルリーガ1972–1973に降格 |
| 18 | アルミニア・ビーレフェルト (R)       | 34 | 6  | 7  | 21 | 41  | 75 | −34 | 19 | フースバル・レギオナルリーガ1972–1973に降格 |

1. ↑  DFBポカール1971-1972（ドイツ語版）優勝のシャルケがUEFAカップウィナーズカップ 1972-73出場を決めたので、シャルケのUEFAカップ1972-73出場権はポカール準優勝のカイザースラウテルンに譲渡された。
2. ↑  DFBによるブンデスリーガ・スキャンダル調査の結果、ビーレフェルトには強制降格処分が下され、当該対戦結果はすべて取り消された。

## 得点ランキング
（出典：）
ゲルト・ミュラーの1シーズン40得点は、49年間にわたり最多得点記録だったが、2020-2021シーズンにロベルト・レヴァンドフスキ (41ゴール)に破られた。
| 順位 | 選手                     | クラブ                             | 得点数 |
| ---- | ------------------------ | ---------------------------------- | ------ |
| 1.   | ゲアト・ミュラー         | FCバイエルン・ミュンヘン           | 40     |
| 2.   | クラウス・フィッシャー   | FCシャルケ04                       | 22     |
| 2.   | ハンス・ヴァリツァ       | VfLボーフム                        | 22     |
| 4.   | フェアディナント・ケラー | ハノーファー96                     | 20     |
| 5.   | ユップ・ハインケス       | ボルシア・メンヒェングラートバッハ | 19     |
| 6.   | クラウス・シェーア       | FCシャルケ04                       | 18     |
| 7.   | ギュンター・ネッツァー   | ボルシア・メンヒェングラートバッハ | 17     |
| 8.   | ベアント・ルップ         | 1.FCケルン                         | 16     |

## FCバイエルン・ミュンヘンのマイスターマンシャフト
（出典：）
| 1. | FCバイエルン・ミュンヘン |
|    | - GK: ゼップ・マイアー (34試合/-得点), マンフレート・ザイファート (1/–) - DF: フランツ・ベッケンバウアー (c) (34/6), ヨニー・ハンセン (1943年生まれのサッカー選手) (32/4), ゲオーク・シュヴァーツェンベック (32/1), パウル・ブライトナー (30/4), ヘアヴァート・コッペンヘーファー (14/–), ギュンター・リバーチク (4/–) - MF: フランツ・ロート (32/12), ライナー・ツォーベル (32/4), フランツ・クラウトハウゼン (28/5), エトガー・シュナイダー (23/2) - FW: ゲアト・ミュラー (34/40), ウリ・フェーネス (34/13), ヴォルフガン・ズューンホルツ (25/4), ヴィリ・ホフマン (16/3), ランツ・ゲアバー (1/–) - 監督: ウド・ラテック - オウンゴールによる得点： エーバーハート・ハウン (アイントラハト・ブランシュヴァイク)、 ハリー・フェヒナー (VfLボーフム)、 ハンス＝ヨーゼフ・カペルマン (1. FCケルン)。 - リーグ戦出場なし：ヘアバート・シュレーダー (シーズン途中でオーストリアのSK VÖESTリンツに移籍した) |

## 移籍市場

### FCバイエルン・ミュンヘン
今季成績： 1位, 監督： ウド・ラテック, 1970/71: 2位
| 入団 | - フランツ・クラウトハウゼン, 28試合-5得点, SCロート=ヴァイス・エッセン, BL - ヴォルフガン・ズューンホルツ, 25-4, SCロート=ヴァイス・エッセン, BL - ヴィリ・ホフマン (サッカー選手), 16-3, ゲッピンガーSV, RLズュート - ギュンター・リーバーチュク, 4-0, アマチュアから昇格, ALバイエルン - フランツ・ゲアバー (サッカー選手), 1-0, ユーゲントから昇格, シーズン中 - ヘアバート・シュレーダー (サッカー選手), 出場なし, VfLオスナブリュック, RLノルト |
| 退団 | - ディーター・ブレニンガー, BSCヤング・ボーイス - ペーター・プム, アルピネ・ドナヴィッツ - ペーター・クプファーシュミット, シュトゥルム・グラーツ - ユアゲン・アイ, ラピート・ヴィーン - カール＝ハインツ・ムロスコ, 1. FCニュルンベルク, RLズュート |

### FCシャルケ04
今季成績： 2位, 監督： イヴィツァ・ホルヴァート (サッカー選手) →スロボダン・チェンディッチ, 1970/71: 6位
| 入団 | - エアンスト・クレマース, 33-6, キッカース・オッフェンバッハ, RLズュート - ヘルムート・クレマース, 30-3, キッカース・オッフェンバッハ, RLズュート - ハートムート・フーゼ, 24-1, SpVggブラックヴェーデ/ユーゲント, フェアバンツリーガ・ヴェストファーレン - ニコ・ブラウン, 12-4, ウニオン・ルクセンブルク - パウル・ホルツ (サッカー選手), 7-0, SVレナニア・ボットロプ/ユーゲント, ベツィルクスクラッセ・レヒター・ニーダーライン - ヘルムート・マンス, 3-0, SSVミュールハイム, ALラインラント - ヘルムート・パープスト, 1-0, SpVggマール, LLヴェストファーレン - ノアバート・ヘースリン, 出場なし, ユーゲント/SuSノインキルヒェン - ウルリヒ・ファン・デン・ベアク, 出場なし, ユーゲントから昇格, LLヴェストファーレン St. 3                              |
| 退団 | - ハンス=ユアゲン・ベッヒャー, SGアイントラハト・ゲルゼンキルヒェン, RLヴェスト - ディーター・ブアデンスキ, DSCアルミニア・ビーレフェルト, BL - ユアゲン＝ミヒャエル・ガルビーアツ, ヴッパーターラーSV, RLヴェスト - ハンス・ピアクナー, DSVアルピーネ・レオーベン - クラウス・ゼンガー, フォルトゥナ・デュッセルドルフ, BL - ハンス＝ユアゲン・ヴィットカンプ, ボルシア・メンヒェングラートバッハ, BL - アルバン・ヴュスト, VfRハイルブロン, RLヴェスト - ラインハート・プフェッファー (サッカー選手), カールスルーアーSC, RLズュート - マンフレート・ポールシュミット, 現役引退 - フリーデル・ラウシュ, 現役引退, シャルケ04ユーゲント監督就任 - カール=ハインツ・クズミエシュ, SGヴァッテンシャイト09アマチュア, フェアバンツリーガ・ヴェストファーレン |

### ボルシア・メンヒェングラートバッハ
今季成績： 3位, 監督： ヘネス・ヴァイスヴァイラー, 1970/71: 1位
| 入団 | - ディートマー・ダナー, 32-5, VfRマンハイム, RLズュート - ハンス=ユアゲン・ヴィットカンプ, 29-6, FCシャルケ04, BL - クリスティアン・クーリク, 23-4, アレマニア・アーヘン/ユーゲント - ウルリヒ・ズラウ, 14-0, 同上 - ハインツ・ミヒャリク, 10-0, DJKギュータースロー, RLヴェスト - ジークフリート・ツォップケ, 3-0, ポリツァイSVメンヒェングラートバッハ, クライスクラッセ - グレゴーア・クヴァステン, 出場なし, ユーゲントから昇格 - ペーター・ヴロカ, 出場なし, ユーゲントから昇格 (シュテアクラーデ06/07) - ライナー・マルツコーアン, 出場なし, ユーゲントから昇格 - ハンス=ユアゲン・グレーフェン, 出場なし, ユーゲントから昇格 - ヴィルフリート・シュテーフェンス (サッカー選手), 出場なし, 1. FCメンヒェングラートバッハ/ユーゲント |
| 退団 | - ヘアバート・ラウメン, SVヴェルダー・ブレーメン, BL - ペーター・ディートリヒ (サッカー選手), SVヴェルダー・ブレーメン, BL - ホアスト・ケッペル, VfBシュトゥットガルト, BL - ヴェアナー・アドラー, カールスルーアーSC, RLズュート |

### 1. FCケルン
今季成績： 4位, 監督： ギュラ・ローラーント → エアンスト・オツヴィアク, 1970/71: 11位
| 入団 | - ゲアハート・ヴァルツ, 34-0, 1. FCニュルンベルク, RLズュート - ハーラルト・コノプカ, 33-1, ユーゲントから昇格 - ユアゲン・グロヴァチュ, 28-4, ユーゲントから昇格 - パウル・シェーアマン, 24-7, ユーゲントから昇格, フェアバンツリーガ・ミッテルライン - デートレフ・ラウシャー, 11-4, VfRユーバッハ=パーレンベルク/ユーゲント, LLミッテルライン - ハインツ＝ディーター・シュミッツ, 3-0, アマチュアから昇格, フェアバンツリーガ・ミッテルライン - カールハインツ・ヘーンヒェン, 1-0, BVHドアステン, LLヴェストファーレン St. 4 - カールハインツ・ホルツ, 1-0, キッカース・オッフェンバッハ, BLから降格 - ヨーゼフ・ブレーザー, 出場なし, ユーゲントから昇格 |
| 退団 | - マンフレート・マンリッツ, 八百長スキャンダルによる出場停止 - ミルティン・ショシュキッチ, 現役引退, OFKベオグラード (監督就任) - トーマス・パリッツ, アイントラハト・フランクフルト, BL - ハンス＝ユアゲン・レックス, ヴィクトリア・ケルン, RLヴェスト - マンフレート・クラッセン, ヴィクトリア・ケルン, RLヴェスト - クアト・コヴァルスキ, バイヤー04レヴァークーゼン, RLヴェスト - ヴォルフガン・ヨーン, ブラオ=ヴァイス90ベルリン, RLベルリン |

### アイントラハト・フランクフルト
今季成績： 5位, 監督： エーリヒ・リベック, 1970/71: 15位
| 入団 | - トーマス・パリッツ, 31-12, 1. FCケルン, BL - エンデル・コンジャ, 26-7, エスキシェヒルスポル - ローラント・ヴァイドレ, 15-4, VfBシュトゥットガルト, BL - ディーター・ウンゲヴィッター, 7-0, VfBシュトゥットガルト, BL - クラウス＝ペーター・シュタール, 4-0, ヴィクトリア・アシャッフェンブルク, RLズュート - ヴォルフガン・クラウス (1953年生まれのサッカー選手), 1-0, ユーゲントから昇格 - マンフレート・ディール, 出場なし, SVダルムシュタット98, RLズュート - クート・リッター (サッカー選手), 出場なし, ハノーファー96, BL |
| 退団 | - ハンス・リンデマン (1947年生まれのサッカー選手), SVダルムシュタット98, RLズュート - ヨアヒム・ヴェーバー (サッカー選手), SVダルムシュタット98, RLズュート - マンフレート・ヴィアト (1947年生まれのサッカー選手), SVダルムシュタット98, RLズュート - ユアゲン・パピース, ボルシア・ノインキルヒェン, RLズュートヴェスト - ヴァルター・ヴァーグナー (1949年生まれのサッカー選手), SSVロイトリンゲン, RLズュート - ディーター・リンドナー (サッカー選手), 現役引退 - ギュンター・カイフラー, 負傷退団                             |

### ヘルタBSC
今季成績： 6位 監督： ヘルムート・クロンスバイン, 1970/71: 3位
| 入団 | - エアヴィン・ヘアマンドゥン, 34-7, アレマニア・アーヘン, RLヴェスト - エーリヒ・ベーア, 31-8, ロート=ヴァイス・エッセン, BLから降格 - ミヒャエル・スツィエダット, 29-0, BFCプロイセン/ユーゲント - ペーター・グートツァイト, 25-2, FKピルマゼンス, RLズュートヴェスト - ハンス・ツェンガーレ, 9-1, ESVインゴルシュタット, RLズュート - ヴォルフガン・ジートカ, 2-0, シーズン中, 下部組織 - デトレフ・シュルツ (サッカー選手), 2-0, 同上 - アンドレアス・シューマン (サッカー選手), 2-0, 同上 - フランク・ハーニシュ, 3-0, 同上 - ユアゲン・ラーン, 1-0, 同上 |
| 退団 | - ノアバート・ヤンツォン, ヴォルマティア・ヴォルムス, RLズュートヴェスト - ベアント・ラウベ, ヴォルマティア・ヴォルムス, RLズュートヴェスト - ハンス＝ヨアヒム・アルテンドアフ, ヴァッカー04, RLベルリン - フランツ・ブルンス, 1. FCニュルンベルク, RLズュート - ユアゲン・ヴェーバー (1944年生まれのサッカー選手), SVヴェルダー・ブレーメン, BL - ラインハート・グレーガー, ヘルタ03ツェーレンドルフ, RLベルリン - ホアスト・マース, アレマニア90, RLベルリン                                                                                                |

### 1. FCカイザースラウテルン
今季成績： 7位, 監督： ディートリヒ・ヴァイゼ →ギュラ・ローラント, 1970/71: 8位
| 入団 | - ヴォルフガン・ゼール (サッカー選手), 33-6, 1. FCザールブリュッケン, RLズュートヴェスト - ハインツ＝ユアゲン・ヘンケス, 16-2, ボルシア・ノインキルヒェン, RLズュートヴェスト |
| 退団 | - ペーター・ブルシュ, ヌーシャテル・ザマックス - ブラティスラヴ・ジョルジェヴィッチ, TuSラントシュトゥール, 2. ALヴェストプファルツ - ディーター・クラフチュク, ヴィンフリート・リヒター, SVキルヒェンボーレンバッハ, 2. AL・ナーエ - ペーター・ヴィンター (サッカー選手), 詳細不明 - ヴェアナー・グラス, VfRカイザースラウテルン, 1. ALズュートヴェスト |

### VfBシュトゥットガルト
今季成績： 8位, 監督： ブランコ・ゼベツ (-1972.4.18) →カール・ベーゲライン (1972.4.19-), 1970/71: 12位
| 入団 | - ホアスト・ケッペル, 34-8, ボルシア・メンヒェングラートバッハ, BL - エゴン・コーアデス, 30-2, SVヴェルダー・ブレーメン, BL - ヴォルフガン・フランク (サッカー選手), 29-12, アマチュアから昇格, 1. ALノルトヴュルテンベルク - ハンス・エットマイアー, 24-8, SSWインスブルック - ズラトコ・シュコリッチ, 24-0, NKオリンピヤ・リュブリャナ - カール・ベアガー (サッカー選手), 13-2, アマチュアから昇格, 1. ALノルトヴュルテンベルク - ゲアト・コモロフスキ, 6-0, アマチュアから昇格, 1. ALノルトヴュルテンベルク - ローラント・マル, 2-0, アマチュアから昇格, 1. ALノルトヴュルテンベルク                                                                                  |
| 退団 | - ハートムート・ヴァイス, シュトゥットガルター・キッカース, RLズュート - ヤン・オルソン (1944年生まれのサッカー選手), GAIS - ローラント・ヴァイドレ, アイントラハト・フランクフルト, BL - ハンス・アイゼレ (サッカー選手), DSVアルピーネ・レオーベン - ユアゲン・マーティン, LASK - ヴェアナー・ハーガ, VfRハイルブロン, RLズュート - ハンス・ハウザー (サッカー選手), SCタスマニア1900ベルリン, RLベルリン - ハンス＝ユアゲン・ヴィットフォート, VfBリューベック, RLノルト - ボードー・ヨップ, アマチュアから昇格, 1. ALノルトヴュルテンベルク - ギュンター・ザヴィツキ, 現役引退 - ハンス・アーノルト (1941年生まれのサッカー選手), 八百長スキャンダルによる出場停止中 |

### VfLボーフム
今季成績： 9位, 監督： ヘアマン・エッペンホフ, 1970/71: BL昇格組
| 入団 | - ラインホルト・ヴォザプ, 34-5, ボルシア・ドルトムント, BL - ディーター・ツォルク, 21-0, リューナーSV, RLヴェスト - フランツ＝ヨーゼフ・ラウファー, 8-0, SpVggエアケンシュヴィック, RLヴェスト - ハリー・ボーアマン, 1-0, TBアイッケル, フェアバンツリーガ・ヴェストファーレン Gr. 2 - ウードー・ベックマン, 1-0, アマチュアから昇格, シーズン中, ベツィルクスクラッセ・ヴェストファーレン St. 13                   |
| 退団 | - テオ・ディーゲルマン, 1. FCニュルンベルク, RLズュート - ハンス・グリーガー, VfLクラフェルト=ガイスヴァイト, フェアバンツリーガ・ヴェストファーレン - ハンス＝ユアゲン・ヤンゼン, VfBホンブルク, LLニーダーライン - エーリヒ・シラー, シュポルトフロインデ・ハムボルン07, 1. ALニーダーライン - ライナー・ポモリン, アマチュア降格, ベツィルクスクラッセ・ヴェストファーレン St. 13 - ハインツ・ヘアマニ, 詳細不明 |

### ハンブルガーSV
今季成績： 10位, 監督： クラウス＝ディーター・オクス, 1970/71: 5位
| 入団 | - オーレ・ビュアーンモーセ, 33-9, SVヴェルダー・ブレーメン, BL - ゲオーク・フォルカート, 31-4, FCツューリヒ - マンフレート・カルツ, 32-4, TuSアルトリップ/ユーゲント - カスパー・メーメリン, 23-11, SVヴェルダー・ブレーメン/ユーゲント - クラウス・ヴィンクラー (サッカー選手), 22-2, キッカース・オッフェンバッハ, BLから降格 - ルディ・カーグス, 14-0, ヴォルマティア・ヴォルムス, RLズュートヴェスト - ペーター・リュベケ, 11-4, SVレンヒェン/ユーゲント, ズュートバーデン - ギュンター・ゼルケ, 2-0, ユーゲントから昇格, シーズン中 |
| 退団 | - ゲアト・デアフェル, ヨハネスブルグ・ハイランド・パワー, シーズン途中 - ハンス・シュルツ (1942年生まれのサッカー選手), フォルトゥナ・デュッセルドルフ, BL - ジークフリート・バイアー, FCザンクト・パウリ, RLノルト - ゲアト・ギアシュコフスキ, 1. FCフェニックス・リューベック, RLノルト - ヴォルガン・カンプフ, 1. FCフェニックス・リューベック, RLノルト - ヴァルター・フォルカート, HSVバルンベク=ウーレンホルスト, RLノルト - ゲアト・クリーア, 1. FSVマインツ05, RLズュートヴェスト - ハンス＝ヴェアナー・クレマー, SVレヒリンク・フェルクリンゲン, RLズュートヴェスト - ロバート・ポチュケ, SVレヒリンク・フェルクリンゲン, RLズュートヴェスト - ハンス＝ペーター・グムリヒ, SCウニオン03アルトナ, LLハンブルク |

### SVヴェルダー・ブレーメン
今季成績： 11位, 監督： ローバート・ゲプハート (-1971.9.26) →ヴィリー・ムルトハウプ (1971.9.27 - 10.24) →ヨーゼフ・ピオンテク (1971.10.25 - 1972.5.7) →フリッツ・ランナー (1972.5.8-), 1970/71: 10位
| 入団 | - ヴィリ・ノイベアガー, 33-7, ボルシア・ドルトムント, BL - ヘアバート・ラウメン, 31-10, ボルシア・メンヒェングラートバッハ, BL - ヴェアナー・ヴァイスト (1949年生まれのサッカー選手), 28-13, ボルシア・ドルトムント, BL - ユアゲン・ヴェーバー (1944年生まれのサッカー選手), 27-5, ヘルタBSC, BL - ペーター・ディートリヒ (サッカー選手), 8-2, ボルシア・メンヒェングラートバッハ, BL - カーシュテン・バウマン (1946年生まれのサッカー選手), 16-3, VfLオスナブリュック, RLノルト - ペーター・ハーク, 3-0, TuSブレーマーハーフェン93, RLノルト - ウーヴェ・ブラハト, 1-0, シーズン途中, アマチュアから昇格, LLブレーメン - ノアバート・シュターツァク, 2-0, 同上                   |
| 退団 | - オーレ・ビュアーンモーセ, ハンブルガーSV, BL - エゴン・コーアデス, VfBシュトゥットガルト, BL - エックハート・データーディン, TSRオリンピア・ヴィルヘルムスハーフェン, RLノルト - ヘアバート・マイアー (サッカー選手), キッカース・オッフェンバッハ, RLズュート - クラウス・ミュラー (1950年生まれのサッカー選手), SpVggバイロイト, RLズュート - ヴェアナー・テーレン, TSVアレマニア・アーヘン, RLヴェスト - ベアント・ローレンツ (サッカー選手), ラピート・ヴィーン - フリッツ・シュテーフェンス, SVメッペン, LLニーダーザクセン - フォルカー・シェットナー, アマチュア降格, LLブレーメン - ハインツ・シュタインマン, Sportinvalide - ベアント・ヴィントハウゼン, Sportinvalide |

### アイントラハト・ブラウンシュヴァイク
今季成績： 12位, 監督： オットー・クネフラー, 1970/71: 4位
| 入団 | - ルートヴィヒ・ブリュンドル, 33-10, シュトゥットガルター・キッカース, RLズュート - ベアント・フランケ (サッカー選手), 26-0, フォルトゥナ・デュッセルドルフ, RLヴェスト - ユアゲン・ドゥッダ, 18-2, HSVバルンベク=ウーレンホルスト, RLノルト - ハートムート・コンシャル, 14-0, SVウニオン・ザルツギッター/ユーゲント - マンフレート・キップ, 5-0, SCヴァッカー04ベルリン, RLベルリン - ライナー・スロッチュク, 出場なし, アマチュアから昇格, LLニーダーザクセン |
| 退団 | - ゲアト・ザボロフスキ, KSVホルシュタイン・キール, RLノルト - ブアクハート・エーラー, ハノーファー96, BL - ミヒャエル・ポリュフカ, ハノーファー96, BL - ゲアハート・エルファート, VfLオスナブリュック, RLノルト |

### フォルトゥナ・デュッセルドルフ
今季成績： 13位., 監督： ハインツ・ルーカス, 1970/71: BL昇格組
| 入団 | - ハンス・シュルツ (1942年生まれのサッカー選手), 23-3, ハンブルガーSV, BL - ヘアバート・グローネン, 20-1, アレマニア・アーヘン, RLヴェスト - クアト・ビュンス, 5-0, シュポルトフロインデ・ハムボルン07, RLヴェスト - クラウス・ゼンガー, 4-0, FCシャルケ04, BL - レオンハート・ヘルムライヒ, 3-0, アマチュアから昇格, LLニーダーライン - ベンノ・バイロート, 1-0, アマチュアから昇格, LLニーダーライン, シーズン途中 - ハインツ・レンセン, 1-0, レイターSpV, 1. ALニーダーライン |
| 退団 | - ベアント・フランケ (サッカー選手), アイントラハト・ブラウンシュヴァイク, BL - ローバート・ベーゲラウ, アマチュア降格, LLニーダーライン - ベンノ・バイロート, アマチュア降格, LLニーダーライン - ハンス・ヘーゲレ, SpVggルートヴィヒスブルク, RLズュート - ゲアト・リートマン, SpVgg07/12ヘルテン, フェアバンツリーガ・ヴェストファーレン |

### MSVデュイスブルク
今季成績： 14位, 監督： ルディ・ファスナハト, 1970/71: 7位
| 入団 | - クラウス・ヴンダー, 27-7, SVアルミニア・ハノーファー, RLノルト - ルドルフ・ゼリガー, 21-1, アイントラハト・デュイスブルク, 1. ALニーダーライン - ヘルムート・ロート (サッカー選手), 2-0, FCルガーノ - ローナルト・ヴォアム, 10-3, シーズン途中, ユーゲントから昇格 - ヴェアナー・シュナイダー (1954年生まれのサッカー選手), 2-0, シーズン途中, ユーゲントから昇格 |
| 退団 | - ゲオーク・ダムヤノフ, DSCアルミニア・ビーレフェルト, BL - クート＝ユアゲン・ローレンツ, SCプロイセン・ミュンスター, RLヴェスト - ハンス・ゾンダーマン, FCバイヤー05ユルディンゲン, RLヴェスト - アントン・ブアクハート, SGアイントラハト・バート・クロイツナハ, 1. ALズュートヴェスト - ヘアマン・ホルシャー, フォルトゥナ・デュッセルドルフ・アマチュア, 1. ALニーダーライン (マーティン・ホルシャーと共に移籍) - ヴィリバート・クレマー, 現役引退, MSVデュイスブルクのアシスタントコーチ就任 |

### ロート=ヴァイス・オーバーハオゼン
今季成績： 15位, 監督： ギュンター・ブロッカー → アルフレート・プライスラー, 1970/71: 16位
| 入団 | - ルートヴィヒ・デンツ, 34-3, TSVミュンヘン1860, RLズュート - ヴィリ・ムンメ, 32-2, VfLオスナブリュック, RLノルト - ゲアト・ヴェアマー, 31-0, テニス・ボルシア・ベルリン, RLベルリン - フランツ＝ヨーゼフ・テンハーゲン, 30-2, ユーゲントから昇格 - フレート・ホフ, 20-6, SCタスマニア1900ベルリン, RLベルリン - ウルリヒ・カリウス, 12-1, VfLオスナブリュック, RLノルト - ベアント・ホフマン, 11-2, 1. FCザールブリュッケン, RLズュートヴェスト - フランツ・エーマンス, 9-2, SCタスマニア1900ベルリン, RLベルリン - ヘアバート・リートケ (サッカー選手), 7-0, FCザンクト・パウリ, RLノルト - ディートマー・ヤコプス, 5-0, ユーゲントから昇格, シーズン途中 - ヴィリ・ヤンゼン, アマチュアから昇格, ベツィルクスクラッセ・レヒター・ニーダーライン - ヴォルフガン・ハーベル, 1-0, 同上 - フリーデル・シャイミエス, 1-0, 同上 |
| 退団 | - フランツ・クラウトハウゼン, FCバイエルン・ミュンヘン, BL - ヴォルフガン・ズューンホルツ, FCバイエルン・ミュンヘン, BL - ディーター・ブローツラト, TSVミュンヘン1860, RLズュート - ハンス・フリッチェ (サッカー選手), VfLオスナブリュック, RLノルト - ギュンター・カーボヴィアク, VfLオスナブリュック, RLノルト - クラウス・ヴィット, SVアルミニア・ギュータースロー, RLヴェスト - ライナー・ラスコフスキー, ノアバート・リュッケ (サッカー選手), ジークフリート・レーゼン, ヴィクトリア・ケルン, RLヴェスト - ヴォルフガン・バルツァー (サッカー選手), VfBローベルク, フェアバンツリーガ・ニーダーライン - フリートヘルム・コーブルーン, 現役引退, RWオーバーハウゼンのアシスタントコーチ就任 - ヴェアナー・クーベク, 現役引退                                                                                             |

### ハノーファー96
今季成績： 16位, 監督： ヘルムート・ヨハンゼン (-1971.11.13),  →ハンス・ヒップ (1971.11.18-), 1970/71: 9位
| 入団 | - フランツ＝ヨーゼフ・パウリー, 28-0, SpVggコヒェム, ベツィルクスリーガ・コブレンツ・ヴェスト - ゲオーク・バイヒレ, 18-3, キッカース・オッフェンバッハ, BLから降格 - ロルフ・ブラウ, 16-1, VfLノイヴィート, ラインラントリーガ - ブークハート・エーラー, 8-0, アイントラハト・ブラウンシュヴァイク, BL - ミヒャエル・ポリュフカ, 8-0, アイントラハト・ブラウンシュヴァイク, BL - ペーター・リュームコープ, 15-0, アマチュアから昇格, ランデスリーガ・ニーダーザクセン, シーズン途中 - ラインハート・ディッテル, 1-0, 同上 - カール＝アオゴスト・ヘアベック, 1-0, 同上 - ヴォルフガン・ティーレ (サッカー選手), 1-0, 同上 |
| 退団 | - クラウス・ブルーネ, ヴッパーターラーSV, RLヴェスト - ズヴェズダン・チェビナツ, SGゲルマニア・ヴィースバーデン, 1. ALヘッセン - ベアント・ヘルムシュロート, TSVミュンヘン1860, RLズュート - ペーター・ローフ, DSCアルミニア・ビーレフェルト, BL - クアト・リッター (サッカー選手), アイントラハト・フランクフルト, BL - ホアスト・ポートラスリー, 現役引退 - クラウス・ボーンザック, 現役引退 |

### ボルシア・ドルトムント
今季成績： 17位, 監督： ホースト・ヴィッツラー (-1971.12.21) →ヘアバート・ブアデンスキ (1972.1.3-), 1970/71: 13位
| 入団 | - ディーター・ミーツ, 29-0, SGヴァッテンシャイト09, RLヴェスト - ジークフリート・ケストラー, 26-2, 1. FCパーダーボルン, 1. ALヴェストファーレン Gr. 1 - ヴェアナー・ローラント, 23-0, SVヴェルファー, LLヴェストファーレン - ヴァルター・ホーンハウゼン, 22-2, ロート=ヴァイス・エッセン, BLから降格 - ラインホルト・マーテス, 18-0, シュポルトフロインデ・ジーゲン, 1. ALヴェストファーレン Gr. 2 - アルフォンス・ジコラ, 17-0, VfBアルテナ, LLヴェストファーレン - フリーデル・メンジンク, 12-0, TuSブレーマーハーフェン93, RLノルト - ユアゲン・ヴィレルム (サッカー選手), 7-3, SCオーバーラーンシュタイン, ALラインラント - ホアスト・ベアトラム, 7-0, キッカース・オッフェンバッハ, BLから降格 - カール＝ハインツ・ヘンケ, 5-0, VfBビーレフェルト, 1. ALヴェストファーレン Gr. 1 - ヴォルフガン・プジゴダ, 出場なし, VfBリューネン08, ベツィルクスクラッセ・ヴェストファーレン                                                             |
| 退団 | - ジークフリート・ヘルト, キッカース・オッフェンバッハ, RLズュート - ヴィリ・ノイベアガー, SVヴェルダー・ブレーメン, BL - ヴェアナー・ヴァイスト (1949年生まれのサッカー選手), SVヴェルダー・ブレーメン, BL - ラインホルト・ヴォーザプ, VfLボーフム, BL - フェアディナント・ハイトカンプ, SCフォルトゥナ・ケルン, RLヴェスト - ユアゲン・ボドゥシェク, RWオーバーハウゼン・アマチュア, ベツィルクスクラッセ・レヒター・ニーダーライン - クラウス・ブラーケルマン, アマチュア降格, 1. ALヴェストファーレン Gr. 2 - ラインハート・ファビシュ, ハマーSpVg, 1. ALヴェストファーレン Gr. 1 - ホアスト・トリムホルト, FSVフランクフルト, ALヘッセン - クラウス・ギュンター (サッカー選手), VfBガッゲナウ, 2. ALズュートバーデン - ヴォルフガン・パウル (サッカー選手), 現役引退, TSVビッゲ=オルスベルク監督就任, LLヴェストファーレン - ヴィルヘルム・シュトゥルム, 現役引退, TSVフィヒテ・ハーゲン監督就任, ベツィルクスクラッセ・ヴェストファーレン |

### DSCアルミニア・ビーレフェルト
今季成績： 18位, 監督： エゴン・ピエヒャチェク (-1971.12.21) →ヘルムート・マイト (1972.1.1 - 1.17) →ヤン・ノーターマンス (1972.1.28-), 1970/71: 14位
| 入団 | - ディーター・ブーアデンスキ, 31-0, FCシャルケ04 - ゲアト・カスペルスキ, 31-5, SCプロイセン・ミュンスター, RLヴェスト - ゲオーク・ダムヤノフ, 30-5, MSVデュイスブルク, BL - ユアゲン・イェンドロッセク, 29-7, N.E.C. - ローラント・シュテークマイアー, 28-4, 1. FCニュルンベルク, レギオナルリーガ・ズュート - ペーター・ローフ, 13-0, ハノーファー96, BL - ヴォルフガン・ミッテンドアフ, 6-0, ユーゲントから昇格 - ハーラルト・ニッケル, 5-0, ユーゲントから昇格 - ベアント・ヴェーマイアー, 2-0, シーズン途中, アマチュアから昇格, ベツィルクスクラッセ・ヴェストファーレン - ロルフ・コスマン, 1-0, ユーゲントから昇格 |
| 退団 | - ホアスト・シュトックハウゼン, VfLクラフェルト=ガイスヴァイト, フェアバンツリーガ・ヴェストファーレン - ヘアバート・ビットナー, SVアルミニア・ハノーファー, RLノルト - デートレフ・ケメナ, SVアルミニア・ギュータースロー, RLヴェスト - クラウス・ケーラー, SVアルミニア・ギュータースロー, RLヴェスト - アンドレアス・トリーベル, FCシュトゥケンブロック, ベツィルクスクラッセ・ヴェストファーレン - クラウス・オーバーシェルプ, 1. FCパーダーボルン, フェアバンツリーガ・ヴェストファーレン - ユアゲン・ノイマン, 八百長スキャンダルによる出場停止                                                                     |

## 主審
（出典：）
| 名前                                      | 生年月日   | 所属協会           | 担当試合数 |    |
| ----------------------------------------- | ---------- | ------------------ | ---------- | -- |
| ハインツ・アルディンガー                  | 1933-01-07 | ヴュルテンベルク   | 11         | 0  |
| ディートリヒ・バーゼドウ                  | 1930-07-17 | ハンブルク         | 5          | 0  |
| ディーター・ベアナー (審判員)             | 1938-08-07 | ヴュルテンベルク   | 7          | 1  |
| アルフォンス・ベッツ                      | 1928-11-21 | バイエルン         | 9          | 0  |
| フェアディナント・ビヴェアジ              | 1934-06-24 | ザールラント       | 8          | 0  |
| ゲアハート・ベー                          | 1935-04-21 | ニーダーザクセン   | 1          | 0  |
| ホアスト・ボーナッカー                    | 1937-05-18 | 不明               | 7          | 2  |
| ヴェアナー・ブアガース                    | 1934-05-15 | ニーダーライン     | 2          | 0  |
| ヴォルフガン・ディットマー                | 1941-09-28 | ズュートヴェスト   | 5          | 0  |
| ヴァルター・エンゲル (審判員)             | 1939-05-15 | ザールラント       | 5          | 0  |
| ヴァルター・エシュヴァイラー              | 1935-09-20 | ミッテルライン     | 7          | 1  |
| カール＝ハインツ・フォアク                | 1930-07-13 | ヴェストファーレン | 5          | 1  |
| ルドルフ・フリッケル                      | 1932-07-16 | バイエルン         | 7          | 0  |
| ノアバート・フックス                      | 1935-09-20 | ラインラント       | 5          | 1  |
| ペータ－・ガボーア                        | 1940-04-19 | ベルリン           | 8          | 0  |
| フィリップ・ゲン                          | 1926-05-04 | ズュートバーデン   | 8          | 0  |
| マンフレート・ハマー                      | 1938-04-15 | ヴェストファーレン | 4          | 0  |
| ヴィンフリート・ハンシュケ                | 1933-08-10 | ニーダーザクセン   | 1          | 0  |
| ディーター・ヘッケロート                  | 1939-07-04 | ヘッセン           | 9          | 2  |
| ゲアト・ヘニヒ                            | 1935-04-24 | ニーダーライン     | 10         | 1  |
| ホアスト・ヘアデン                        | 1928-07-08 | ハンブルク         | 8          | 0  |
| ヴィルフリート・ヒルカー                  | 1930-08-14 | ヴェストファーレン | 6          | 0  |
| ハンス・ヒレブラント                      | 1935-06-12 | ニーダーライン     | 5          | 0  |
| フランツ＝ヨーゼフ・ホントハイム          | 1938-08-13 | ラインラント       | 2          | 0  |
| ヴァルター・ホアストマン                  | 1935-08-28 | ニーダーザクセン   | 6          | 0  |
| パウル・キンダーファーター                | 1940-01-24 | ミッテルライン     | 6          | 0  |
| マックス・クラウザー                      | 1937-07-04 | バイエルン         | 3          | 0  |
| アルフレート・ケーラー (審判員)           | 1936-01-18 | 不明               | 3          | 0  |
| ギュンター・リン                          | 1935-03-16 | ラインラント       | 7          | 0  |
| ヘアベアト・ルッツ                        | 1930-05-01 | ブレーメン         | 7          | 0  |
| ゲアト・モイザー                          | 1936-06-26 | ズュートヴェスト   | 8          | 0  |
| ヴァルター・ニーマン (審判員)             | 1933-01-01 | ハンブルク         | 2          | 0  |
| クラウス・オームゼン                      | 1935-10-16 | ハンブルク         | 8          | 0  |
| クラウス・オーファーベアク                | 1934-03-18 | ニーダーライン     | 1          | 0  |
| エーリヒ・ファイデラー                    | 1929-12-18 | バーデン           | 6          | 0  |
| カール＝ハインツ・ピッカー                | 1928-09-26 | ハンブルク         | 3          | 0  |
| ハインツ・クヴィンドー                    | 1933-08-28 | ズュートヴェスト   | 9          | 0  |
| ヤン・レデルフス                          | 1935-08-20 | ニーダーザクセン   | 5          | 0  |
| エヴァルト・レゲリー                      | 1934-03-17 | ベルリン           | 2          | 0  |
| " カール・リーク                          | 1929-11-15 | バイエルン         | 8          | 1  |
| クラウス＝ディーター・レークナー          | 1933-12-11 | ニーダーザクセン   | 1          | 0  |
| フォルカー・ロート                        | 1942-02-01 | ニーダーザクセン   | 2          | 0  |
| エルマー・シェーファー (審判員)           | 1940-07-20 | ハンブルク         | 4          | 0  |
| ルードルフ・シュレック                    | 1933-12-02 | 不明               | 7          | 0  |
| ゲアハート・シューレンブアク              | 1926-10-11 | ニーダーザクセン   | 8          | 1  |
| ユアゲン・シューマン (審判員)             | 1940-05-02 | ラインラント       | 3          | 0  |
| フリッツ・ザイラー (1927年生まれの審判員) | 1927-08-14 | ヴュルテンベルク   | 8          | 1  |
| ゲアト・ジーペ                            | 1929-07-27 | ミッテルライン     | 6          | 0  |
| クアト・チェンシャー                      | 1928-10-05 | バーデン           | 10         | 1  |
| ハンス・フォス (審判員)                   | 1928-08-10 | ヴェストファーレン | 4          | 0  |
| フランツ・ヴェンゲンマイアー              | 1926-03-14 | バイエルン         | 5          | 0  |
| ハンス＝ヨアヒム・ヴェイラント            | 1929-09-29 | ニーダーライン     | 9          | 0  |
| マンフレート・ヴィヒマン                  | 1937-10-02 | ヴェストファーレン | 3          | 0  |
| ディーター・ヴォールファート              | 1939-01-11 | ヘッセン           | 5          | 0  |
| ウド・ツハントケ                          | 1936-12-28 | ベルリン           | 1          | 0  |
| ホアスト・ツュールケ                      | 1937-10-17 | ベルリン           | 1          | 0  |
| 通算                                      | 通算       | 通算               | 306        | 13 |
| 出典: weltfussball.de                     |            |                    |            |    |